# Springer VS
Springer VS (vormals VS Verlag für Sozialwissenschaften) mit Sitz in Wiesbaden ist ein Verlag für klassische und digitale Lehr- und Fachmedien im Bereich Gesellschaft im deutschsprachigen Raum. Der Verlag gehört zu Springer Science+Business Media. Springer VS führt Titel im Bereich Medien, Soziologie, Politikwissenschaft, Ethik, Philosophie, Pädagogik und Soziale Arbeit. Das Angebot umfasst gedruckte Bücher und E-Books, Zeitschriften sowie Online-Angebote.

## Geschichte
Springer VS ist 2012 aus dem VS Verlag entstanden, der 2004 die folgenden beiden sozialwissenschaftlichen Verlage zusammenfasste:
- Westdeutscher Verlag (gegründet 1947 von Friedrich Middelhauve), zu dem der Leske Verlag schon einmal von 1960 bis 1974 integriert gehört hatte
- Leske + Budrich, 2003 übernommen vom Bertelsmann Springer Verlag (inzwischen Springer Science+Business Media), 1974 als Leske + Budrich in Opladen gegründet, indem Edmund Budrich den Leske Verlag von Friedrich Middelhauve übernahm.

Vorläufer war der Leske Verlag, ehemals C. W. Leske Verlag in Darmstadt. Ursprünglich Filiale einer Gießener Buchhandlung, firmierte der spätere Verlag nach der Übernahme der Leitung durch Carl Wilhelm Leske ab 1821 als „Hofbuchhandlung von C. W. Leske“ und spezialisierte sich in der darauf folgenden Zeit auf historische und Kunsthistorische Werke sowie Zeitungen. Wilhelms Sohn Carl Friedrich Julius Leske wurde nach Übernahme des Verlags zu einem der bedeutendsten Verleger radikaler Schriften im Vormärz. Sein Sohn Alexander verkaufte das Geschäft 1940 an die Wittich’sche Hofbuchdruckerei, die den Verlag ihrerseits 1960 an Friedrich Middelhauve abtrat.

## Zeitschriften
Wissenschaftliche Zeitschriften des Verlags sind unter anderem:
- Kölner Zeitschrift für Soziologie und Sozialpsychologie
- Publizistik
- Sozial Extra
- Unterrichtswissenschaft
- Zeitschrift für Erziehungswissenschaft
- Zeitschrift für Außen- und Sicherheitspolitik (ZfAS)
- Zeitschrift für Vergleichende Politikwissenschaft

## MedienWiki
Gemeinsam mit dem MedienCampus Bayern betreibt Springer VS das Online-Portal MedienWiki mit Themen rund um die Medienaus- und -fortbildung sowie einer Übersicht über Medien-Berufsbilder.